# Neal Shapiro
Neal Shapiro (Brooklyn, 22 de julio de 1945) es un jinete estadounidense que compitió en la modalidad de salto ecuestre. Participó en los Juegos Olímpicos de Múnich 1972, obteniendo dos medallas, plata en la prueba por equipos y bronce en individual.

## Palmarés internacional
| Juegos Olímpicos | Juegos Olímpicos | Juegos Olímpicos  | Juegos Olímpicos |
| Año              | Lugar            | Medalla           | Categoría        |
| ---------------- | ---------------- | ----------------- | ---------------- |
| 1972             | Múnich (RFA)     | Medalla de plata  | Por equipos      |
| 1972             | Múnich (RFA)     | Medalla de bronce | Individual       |